# José Maria Neves
José Maria Pereira Neves (* 28. března 1960) je kapverdský politik, od listopadu 2021 5. prezidentem Kapverd, v letech 2001 až 2016 kapverdským premiérem. Je členem Africké strany za nezávislost Kapverd (PAICV).

## Životopis
Narodil se v roce 1960 na ostrově Santiago. O politiku Kapverdských ostrovů se začal zajímat již jako teenager a v roce 1975, kdy země přešla od portugalské nadvlády k nezávislosti a demokracii. Tehdy stál v čele nacionalistické mládežnické organizace. Část svého vysokoškolského vzdělání získal na Vysoké škole obchodní administrativy v São Paulu.
V 80. letech se vrátil na Kapverdy a pracoval jako úředník v různých státních institucích.

### Politika
V roce 1989 se stal členem strany PAICV. Na sjezdu strany v září 1997 kandidoval na předsedu strany. Jeho soupeřem byl Pedro Pires, který zvítězil a stal se novým předsedou.
V únoru 2001 se stal premiérem země. Svůj post obhájil i ve volbách 2006 a ve volbách v roce 2011. Po volbách v roce 2016 ho nahradil Ulisses Correia e Silva. Neves se stal hlavním kandidátem strany na prezidenta.
V říjnu 2021 zvítězil v prvním kole prezidentských voleb. Podle prvních výsledků zveřejněných na oficiálních internetových stránkách získal 51,5 % hlasů, což je absolutní většina potřebná ke zvolení v prvním kole.

## Ocenění
- Rytíř Řádu zlatého lva rodu Nassau (2023)
- Nositel Řádu prince Jindřicha (2022)